# Castro (Xile)
Castro és la capital de la província de Chiloé (regió de Los Lagos, Xile). La comuna té 39.366 habitants i una superfície de 473 km² (datació del cens de 2002). Va ser fundada el 1567 com Santiago de Castro.